# Glaucopsyche selene
Glaucopsyche selene är en fjärilsart som beskrevs av Arthur Francis Hemming 1934. Glaucopsyche selene ingår i släktet Glaucopsyche och familjen juvelvingar. Inga underarter finns listade i Catalogue of Life.